# ENDOV
ENDOV (англ. Endonuclease V) – білок, який кодується однойменним геном, розташованим у людей на 17-й хромосомі. Довжина поліпептидного ланцюга білка становить 282 амінокислот, а молекулярна маса — 30 792.
| 10         |  | 20         |  | 30         |  | 40         |  | 50         |
| ---------- |  | ---------- |  | ---------- |  | ---------- |  | ---------- |
| MALEAAGGPP |  | EETLSLWKRE |  | QARLKAHVVD |  | RDTEAWQRDP |  | AFSGLQRVGG |
| VDVSFVKGDS |  | VRACASLVVL |  | SFPELEVVYE |  | ESRMVSLTAP |  | YVSGFLAFRE |
| VPFLLELVQQ |  | LREKEPGLMP |  | QVLLVDGNGV |  | LHHRGFGVAC |  | HLGVLTDLPC |
| VGVAKKLLQV |  | DGLENNALHK |  | EKIRLLQTRG |  | DSFPLLGDSG |  | TVLGMALRSH |
| DRSTRPLYIS |  | VGHRMSLEAA |  | VRLTCCCCRF |  | RIPEPVRQAD |  | ICSREHIRKS |
| LGLPGPPTPR |  | SPKAQRPVAC |  | PKGDSGESSA |  | LC         |  |            |

A: Аланін

C: Цистеїн

D: Аспарагінова кислота

E: Глутамінова кислота

F: Фенілаланін

G: Гліцин

H: Гістидин

I: Ізолейцин

K: Лізин

L: Лейцин

M: Метіонін

N: Аспарагін

P: Пролін

Q: Глутамін

R: Аргінін

S: Серин

T: Треонін

V: Валін

W: Триптофан

Кодований геном білок за функціями належить до гідролаз, нуклеаз, ендонуклеаз. 
Задіяний у такому біологічному процесі, як альтернативний сплайсинг. 
Білок має сайт для зв'язування з іонами металів, ДНК, іоном магнію, РНК. 
Локалізований у цитоплазмі, ядрі.